# Ocellularia kurandensis
Ocellularia kurandensis är en lavart som beskrevs av Armin Mangold. 
Ocellularia kurandensis ingår i släktet Ocellularia och familjen Graphidaceae. Inga underarter finns listade i Catalogue of Life.